# Cenodocus antennatus
Cenodocus antennatus är en skalbaggsart som beskrevs av Thomson 1864. Cenodocus antennatus ingår i släktet Cenodocus och familjen långhorningar.
Artens utbredningsområde är Laos. Inga underarter finns listade.